# Rocca di Bergamo
La Rocca di Bergamo si trova nella parte alta della città sul colle di Sant'Eufemia, da cui domina, verso sud, la città bassa e la pianura circostante, mentre verso nord guarda la corona delle Orobie.
Il Museo dell'Ottocento presso la Rocca di Bergamo fa parte della rete del Museo delle storie di Bergamo gestita dalla fondazione "Bergamo nella storia".

## Storia

### Lo scenario

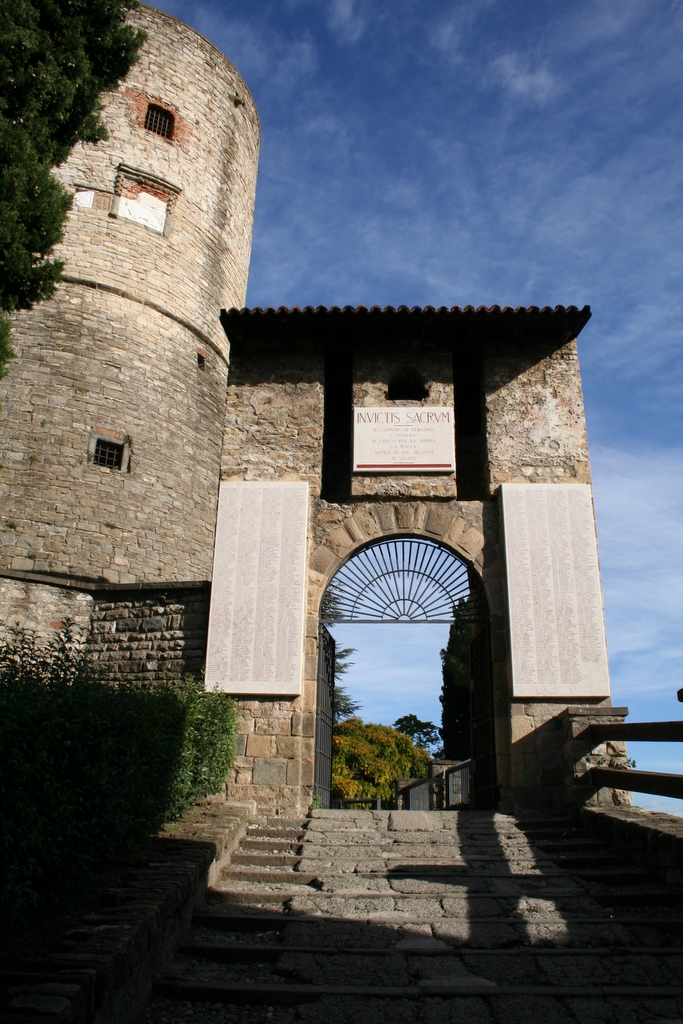
Ingresso al Mastio

Nel XIV secolo Bergamo viveva le lotte fratricide delle fazioni contrapposte guelfe e ghibelline, partiti o meglio consorterie che dissimulavano aspirazioni di potere e nell'alleanza con potentati superiori, ora il Papato ora l'Impero trovavano una propria legittimazione.
Era il basso medioevo, un momento in cui le autonomie comunali si scontravano con gli emergenti poteri signorili, favoriti, oltretutto, questi ultimi, dalle lotte intestine che minavano dall'interno le libertà comunali.
Interventi armati esterni, a volte subiti, a volte sollecitati come pacificatori, si trasformavano in dominazioni spesso intercambianti in un altalenante gioco politico-militare in cui il Comune cessava di essere soggetto per divenire oggetto politico.
Tutto ciò accadde anche a Bergamo (5 febbraio 1331) e ad altri liberi comuni che, sfibrati dalle discordie interne, si offrirono all'azione pacificatrice di un potente, straniero, improvvidamente ritenuto super partes: in questo caso Giovanni di Lussemburgo, Re di Boemia e di Polonia.
Bergamo non più libero comune venne a fare parte di una monarchia, passando, d'ora in avanti, da un dominatore all'altro seguendo il destino di altri comuni, anch'essi impotenti di fronte all'avanzare delle nuove istituzioni politiche, le signorie e quindi i principati. I principati, a loro volta, non avrebbero retto l'urto delle monarchie nazionali straniere che faranno dell'Italia uno degli scacchieri su cui confrontarsi nel tentativo di affermare la propria primazia.

### La rocca

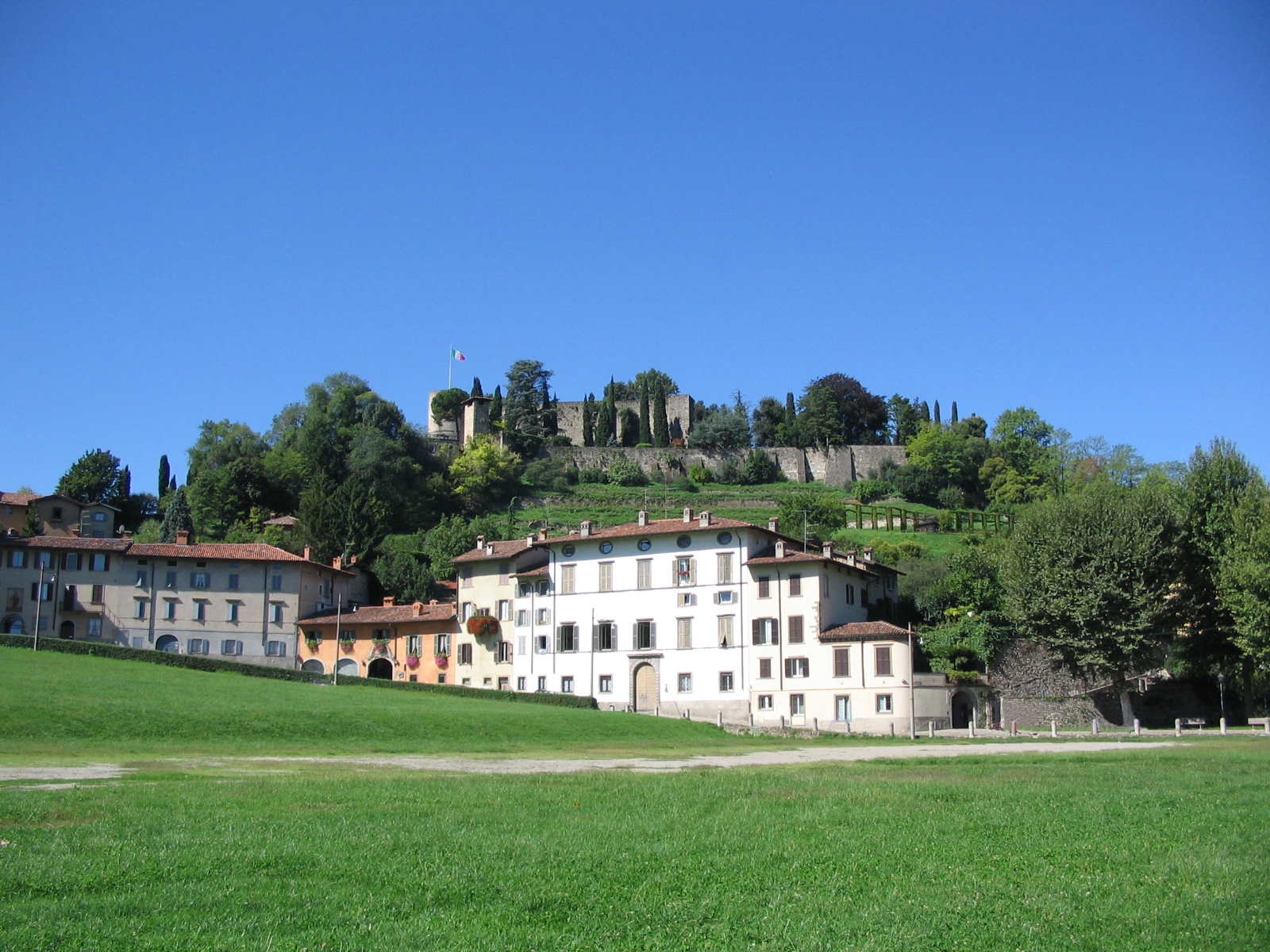
La Rocca e il Mastio sopra il colle di Sant'Eufemia

La costruzione della rocca iniziò lo stesso anno della dazione di Bergamo al re di Boemia, 1331. La struttura fu probabilmente costruita a partire da una pre-esistente fortificazione di epoca romana.
I lavori furono condotti sotto il coordinamento di Guglielmo di Castelbarco vicario del re, furono proseguiti dai Visconti, dopo che l'effimera esperienza, circa 20 mesi, di Giovanni del Lussemburgo era sta chiusa dalle armi viscontee, e ultimati da Azzone Visconti nel 1336.
I Visconti aggiunsero delle opere di fortificazione che ne aumentarono la funzione difensiva sia contro nemici esterni sia contro quelli interni e le loro eventuali velleità di ribellione: il castello come difesa ma anche come strumento di repressione e di controllo del territorio.
Il podestà Negro Pirovano, che reggeva Bergamo in nome dei Visconti, fece apporre una targa commemorativa sui muri che erano stati fatti costruire per rinforzare il castello, 1345.
()
Nel nuovo sistema difensivo visconteo la Rocca venne integrata da una nuova opera militare, la Cittadella, in un complesso visto «soprattutto come strumento per tenere in soggezione la città, in quanto permetteva di mettere in sicurezza il presidio consentendone al contempo il soccorso e il rifornimento dall'esterno».
Nel 1355 Bernabò Visconti iniziò la costruzione, sul colle San Giovanni, della Cittadella chiamata Firma Fides, come indicato in un'apposita lapide.
La lapide, oltre all'iscrizione e allo stemma visconteo, aveva in altorilievo una figura umana a tre teste come allegoria della concordia che regnava tra i Visconti. Quest'opera completò la funzione difensiva della Rocca, costruita sul colle Sant'Eufemia, racchiudendo il centro storico tra i due colli ora entrambi fortificati. Le due fortezze costituirono così un unico complesso difensivo coordinato, di cui uno, la Rocca, rappresentava, in caso di occupazione nemica, l'ultima possibilità di salvezza e di contrattacco, l'ultima ridotta.
Con la costruzione della Cittadella «i Visconti rendono bipolare, e quindi dinamico, il sistema difensivo della città di Bergamo ora non più legato alla staticità della tenuta di un circuito murato». Quel che rimane ora della Cittadella è poco meno della metà dell'opera originaria che comprendeva anche l'area dell'attuale Seminario vescovile.
La città vecchia era così racchiusa in un recinto fortificato, vagamente triangolare, che aveva ai propri vertici la Rocca a sud-est, la parte della Cittadella attualmente superstite a nord-est e la cosiddetta Cittadella Superiore, ora scomparsa, a sud-ovest.

### La Repubblica di Venezia
Nel 1428 alla signoria viscontea successe la Repubblica di Venezia, che portò a nuove opere di fortificazione.
Nella parte bassa della città fu costruita una cinta muraria, le Muraine, una vera e propria barriera fortificata che la isolava dalla pianura: il suo resto più vistoso è la Torre del Galgario nella parte sud-orientale. Le Muraine costituivano l'anello difensivo più esterno della città mentre il baluardo più importante restava il complesso fortificato di città alta, che dal 1º settembre 1561, data d'inizio dei lavori, al 1588 verrà racchiuso da un imponente circuito bastionato che avrebbe reso Bergamo una città fortezza, nelle intenzione dei progettisti imprendibile.
Al mastio della Rocca fu aggiunto il torrione circolare (databile al XV secolo) che ancora oggi lo caratterizza e al suo interno un edificio, la cosiddetta scuola dei Bombardieri, come caserma degli artiglieri.

### Da Napoleone ai nostri giorni
La Rocca mantenne la sua funzione militare anche durante il breve periodo napoleonico, 1797-1814, e sotto la successiva dominazione austro-ungarica, dal 1814 all'8 giugno 1859, quando fu liberata da Garibaldi. Proprio agli austriaci si deve, attorno al 1850, un ultimo potenziamento della fortezza.
Negli anni 1927/33 il complesso, già ceduto dallo Stato al Comune di Bergamo, fu sottoposto a un attento restauro al fine di ridargli il suo aspetto originario e di utilizzarlo come luogo ideale per la celebrazione della storia risorgimentale bergamasca.
Dal 7 maggio 2004 l'edificio all'interno del mastio, già alloggio dei granatieri veneziani, ospita il Museo dell'Ottocenteo che fa parte del circuito dei Musei delle Storie di Bergamo mentre il piazzale antistante è sede di manifestazioni celebrative.
La Rocca, per la sua posizione elevata, e particolarmente il torrione del mastio, da cui si gode una bellissima vista a 360 gradi sulla pianura e sulle Orobie, sono mete di un notevole flusso turistico. Nell'adiacente Parco delle Rimembranze si trovano lapidi e memoriali di numerosi corpi militari che hanno combattuto nelle due guerre mondiali. Tra gli esemplari esposti di maggiore interesse c'è un carro armato semovente 75/18.

## Galleria d'immagini

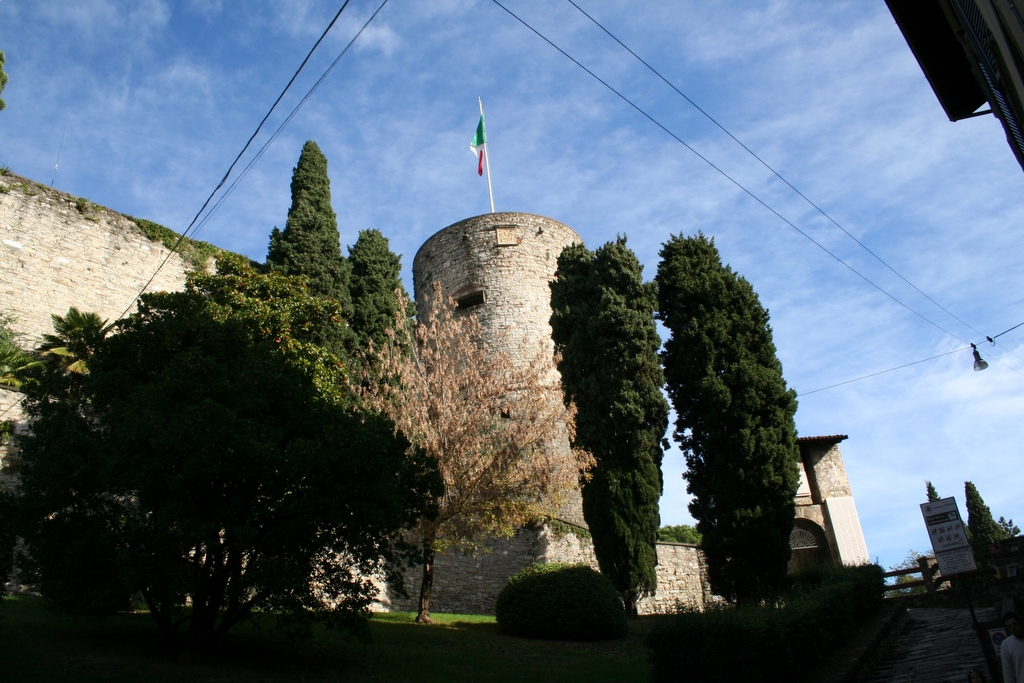
Il Mastio
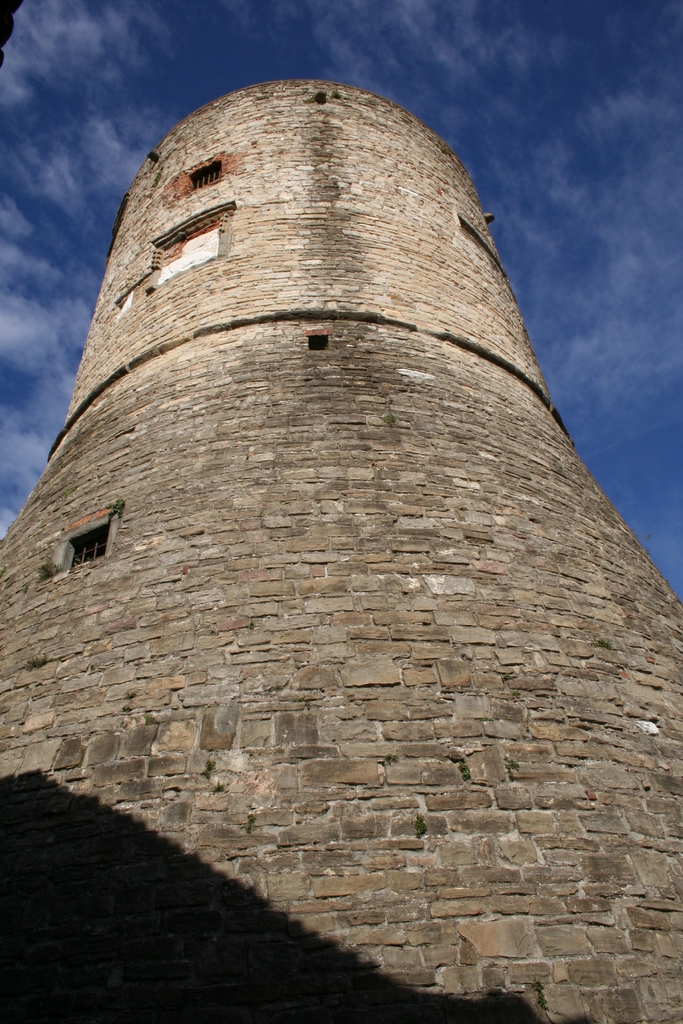
Il torrione del Mastio
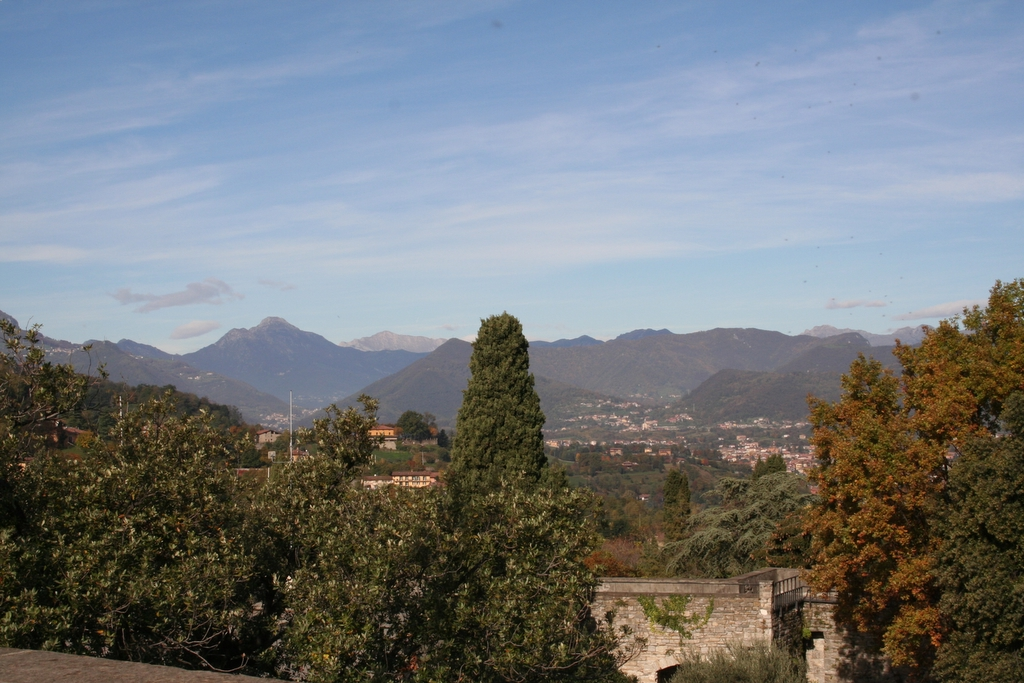
Verso la Valle Brembana
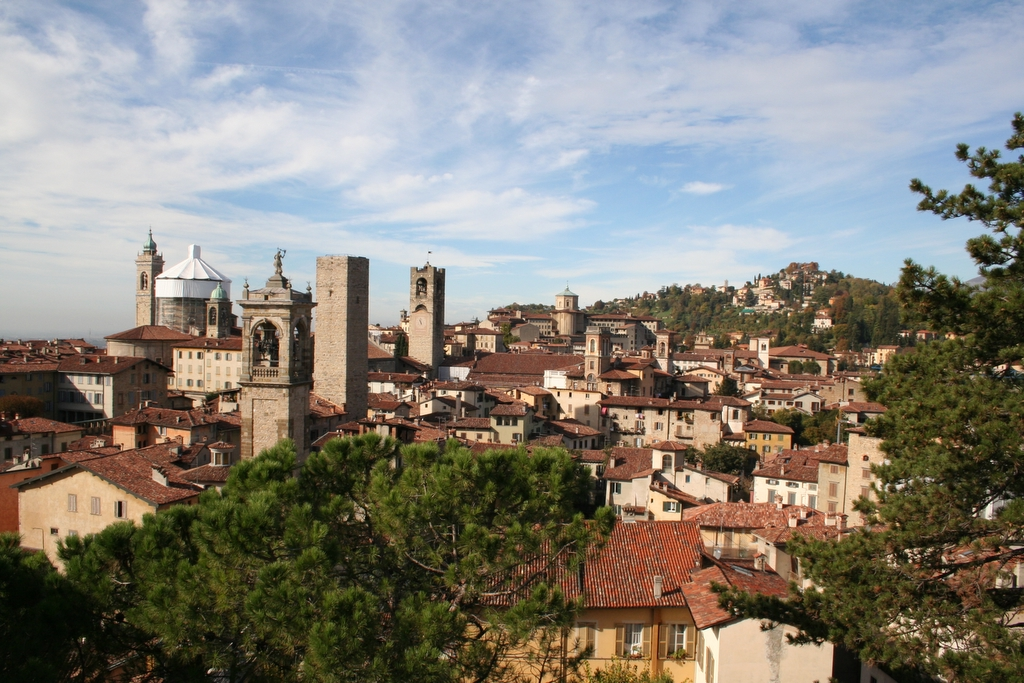
Torri di Bergamo dalla Rocca
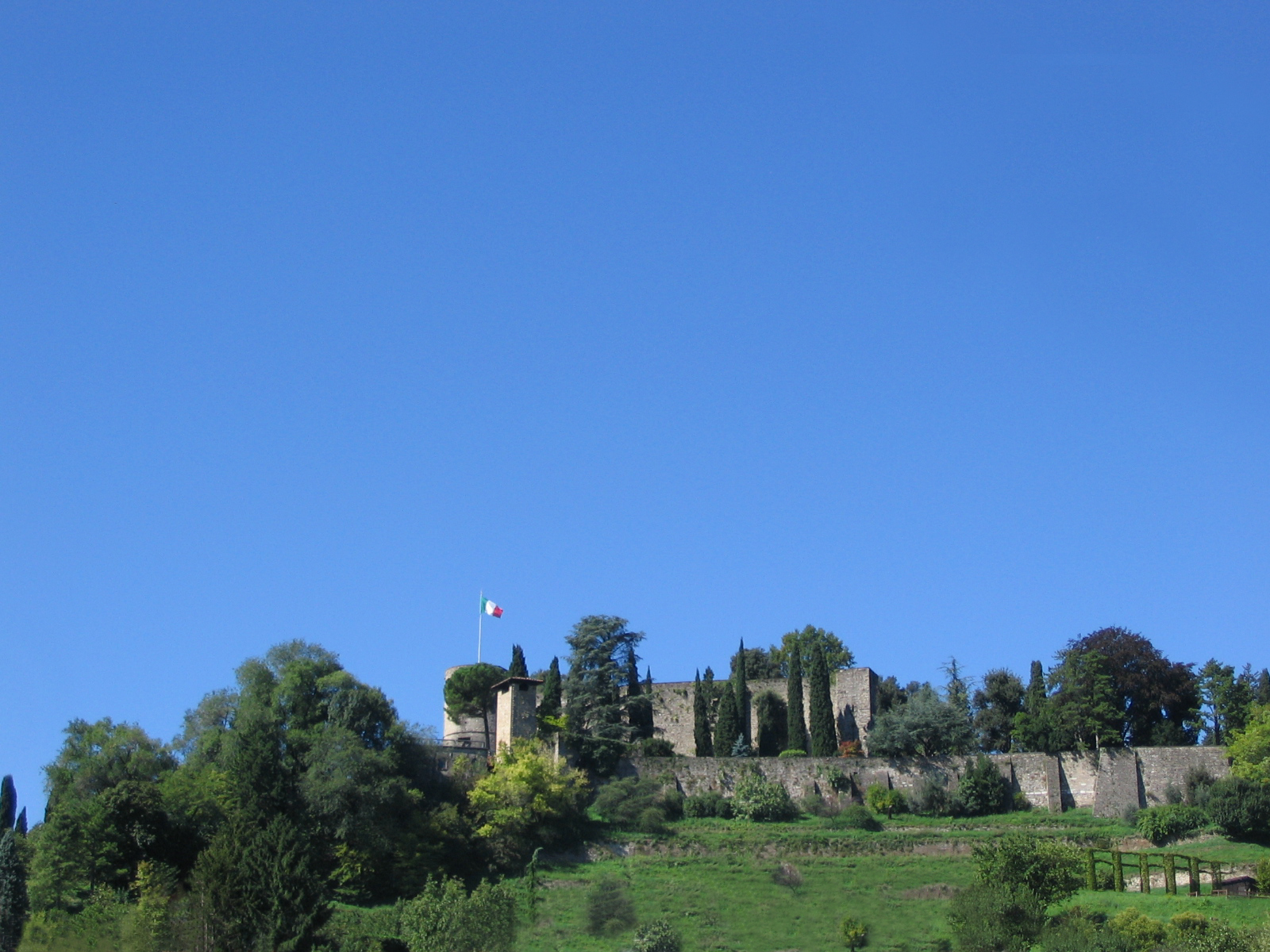
Colle S. Eufemia, Rocca e Mastio
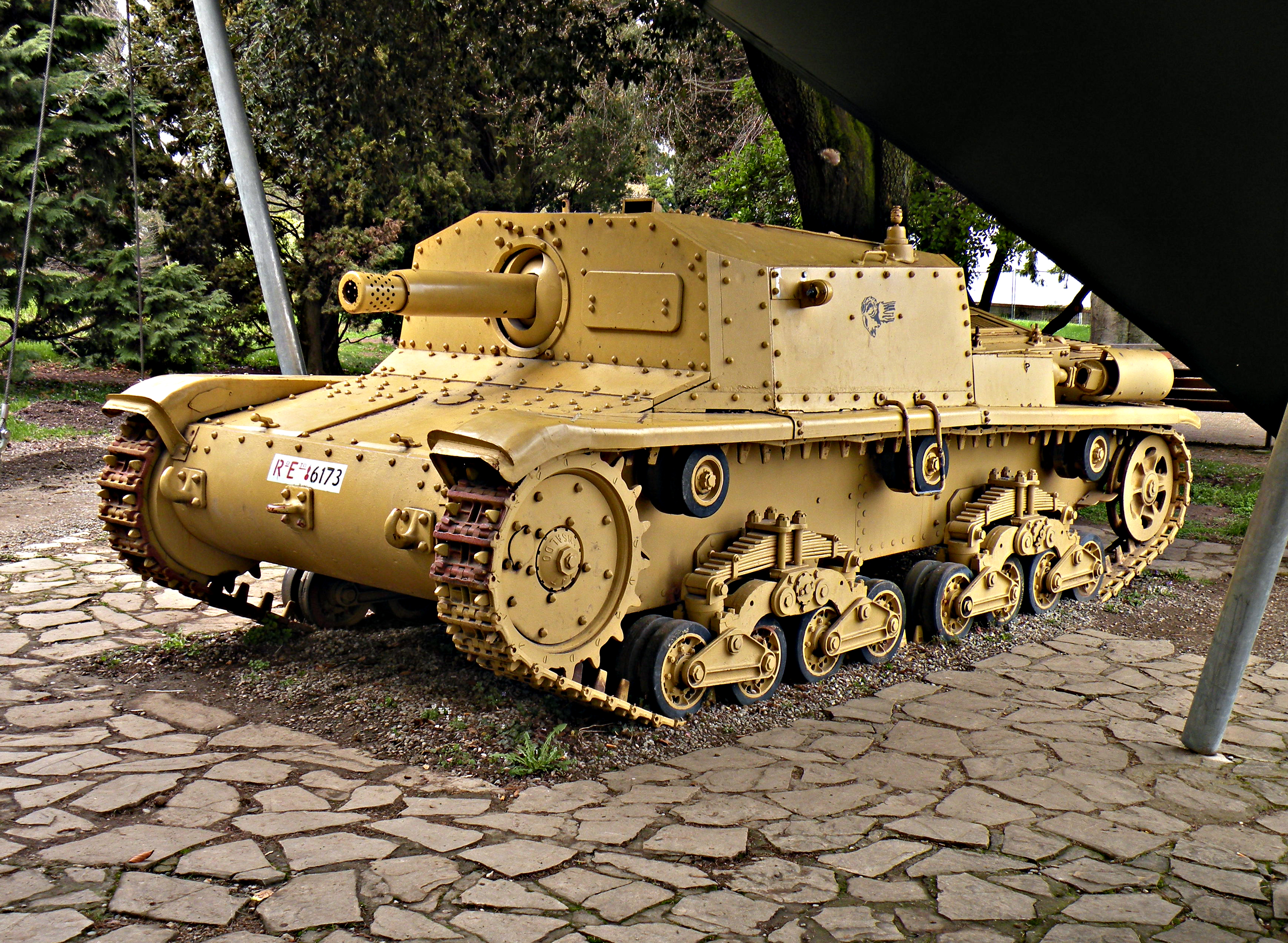
Il 75/18 al Parco delle Rimembranze